# Tulpvormig kalkschaaltje
Het tulpvormig kalkschaaltje (Diderma floriforme) is een slijmzwam uit het geslacht Diderma.
Het is een saprofyt die voorkomt in naaldbossen en gemengde naald- en loofbossen.

## Verspreiding
In Nederland komt het tulpvormig kalkschaaltje vrij zeldzaam voor.